# Vrnjci
Vrnjci (Servisch cyrillisch Врњци) is een plaats in de Servische gemeente Vrnjačka Banja. De plaats telt 2025 inwoners (2002).